# Sylvibracon filicaudis
Sylvibracon filicaudis är en stekelart som först beskrevs av Szepligeti 1914.  Sylvibracon filicaudis ingår i släktet Sylvibracon och familjen bracksteklar. Inga underarter finns listade i Catalogue of Life.